# Hubert van Giffen
Hubert van Giffen, o Hubrecht van Giffen,  latinizzato in Hubertus Giphanius, italianizzato in Uberto Gifanio (Buren, 1534 – Praga, 1604), è stato un giurista e filologo classico olandese naturalizzato tedesco.

## Biografia
Figlio di un proprietario terriero olandese, fece studi di filologia e di diritto nell'università di Lovanio, alla Sorbona e all'università di Orléans. Nel 1565 accompagnò in un viaggio di istruzione in Italia i tre figli di un ricco mercante di Anversa. L'anno successivo pubblicò un'edizione critica del De rerum natura assieme a una biografia di Lucrezio. Divenne professore a Strasburgo nel 1571. Dal 1583 al 1590 fu professore di diritto all'Accademia di Altdorf, creata nel 1575 dalla libera città imperiale di Norimberga per formare teologi luterani. Suo collega ad Altdorf era Hugues Doneau, col quale van Giffen ebbe contrasti religiosi i quali si trasmisero ai rispettivi studenti. Van Giffen era stato infatti accusato da Doneau di essere antitrinitario (o sociniano); gli studenti di Altdorf erano divisi pertanto fra "donellisti", cioè seguaci di Doneau, e "gifanisti", seguaci di van Giffen. Ebbe la meglio il partito di Doneau e il 10 settembre 1590 van Giffen fu sostituito da Scipione Gentili, un allievo di Doneau. La sostituzione non fu del tutto pacifica: van Giffen fu addirittura tratto in arresto dalle autorità di Norimberga per costringerlo a restituire dei libri che aveva preso in prestito. Lasciata Altdor si recò a Ingolstadt, dove gli era stata offerta la cattedra, seguito da 24 dei suoi studenti di Altdorf, il più famoso dei quali era Konrad Rittershausen. A Ingolstadt, la cui università era il massimo centro culturale della Controriforma cattolica in Baviera, Gifanio si convertì al Cattolicesimo; ma una polemica con i Gesuiti, i quali gestivano l'università, lo spinse a lasciare Ingolstadt nel 1599 e recarsi a Praga come consigliere della Corte imperiale; rimase nella capitale boema fino alla morte.
L'attività di van Giffen è stata importante sia in ambito filologico che in ambito giuridico. Già da studente, nel 1566, pubblicò una edizione critica di Lucrezio; più tardi curò un'edizione di Omero. Come giurista, al pari del Doneau, van Giffen fu un fautore del più moderno Mos gallicus (analisi dell'opera attraverso una rigorosa critica storico-filologica del testo, allo scopo di recuperarne lo spirito originario) e avversario del Mos italicus (scuola che considerare il diritto romano come diritto vivo, e pertanto ancora praticabile come tale). Doneau e Gifanio si differenziavano in quanto quest'ultimo era seguace della corrente filologico-antiquaria mentre Doneau era seguace della corrente sintetica.

## Opere

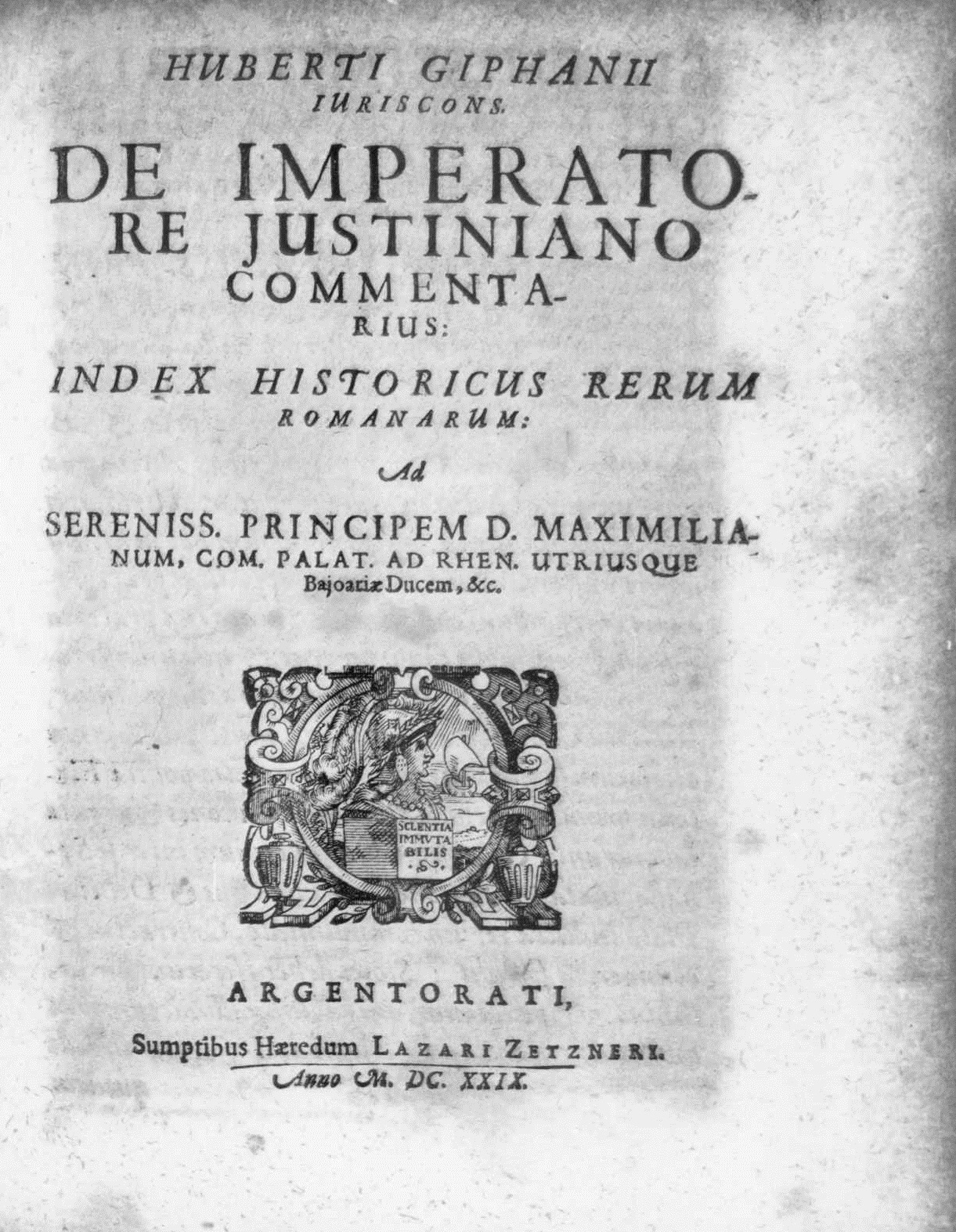
In quatuor libros Institutionum iuris civilis commentarius, 1629

- T. Lucretii Cari De rerum natura libri sex, mendis innumerabilibus liberati; & in pristinum paene, veterum potissime librorum ope ac fide, ab Oberto Gifanio Burano Iuris studioso, restituti, Antuerpiae, 1566
- Theses de usucapione et praescriptionibus temporum, Argentoratum, 1575
- Theses communes de contractibus, de pactis, propriae de mutuo, Argentoratum, 1576
- Theses de testamentis ordinandis, Argentoratum, 1576
- Theses de pactis, Altorphii, 1584
- Theses de testamento militari, Altorphii, 1586
- Commentarius de divisionibus iuris novis interpretum quorundam maxime glossographorum in theses aliquot coniectis, Altorphium, 1587
- Ilias, seu potius omnia eius quae extant opera, Argentorati, 1588
- Homerus, Odyssea, Argentorati, 1588
- Theses de actionibus servitutum, Altdorphii, 1588
- Theses de principiis iuris sumptae ex D. C. tit. de iustitia et iure et tit. de legib., Altorphii, 1588
- Theses de statu et iure personarum, Altorphii, 1588
- Theses ad nobilem L. XV. Si is qui pro emptore D. de usurpationibus, usucapionibus, Altorphii, 1590
- De Imperatore Ivstiniano Commentarius. Index Historicvs Rervm Romanarvm et Dispvtatio De Actionibvs empti et Venditi, Ingolstadii, 1591
- Disputatio de actionibus empti et venditi, in theses aliquot coniecta, Ingolstadium, 1591
- Theses De Procvratoribvs et Defensoribvs, Ingolstadii, 1591
- Disputatio de iureiurando, Ingolstadium, 1592
- Disputatio de mutuo, in theses aliquot coniecta, Ingolstadii, 1592
- Theses de fructibus, Ingolstadii, 1592
- Theses de ordinandis et infirmandis testamentis et codicillis, Ingolstadium, 1592
- Disp. de pignoribus et hypothecis, Ingolstadii, 1593
- Disputatio de iniuriis, Ingolstadii, 1593
- Theses iuris de his qui potiores in pignore, quique in priorum locum succedunt, Ingolstadium, 1593
- Theses De Locatione et Condvctione, Ingolstadii, 1594
- Theses de operis novi nuntiatione et interdicto quod vi aut clam, Ingolstadium, 1594
- Theses de solutione, Ingolstadii, 1594
- Theses de rebus pupilli, et minorum XXV. annis sine decreto non alienandis vel obligandis, Ingolstadium, 1595
- Theses de restitutione maiorum XXV. annis, Ingolstadii, 1595
- Disputatio ex titulis Codicis de novationibus, de solutionibus, et de evictionibus, Ingolstadium, 1596
- Disp. iuris. de delictis et poenis, in theses aliquot summatim coniecta, Ingolstadium, 1598
- Lecturae altorphinae, Francofurti, 1605
- Antinomiae Iuris Feudalis, Siue Disputationes XI, Francofurti, 1606
- Commentarius in quatuor libros institutionum iuris civilis a Iustiniano principe sacratissimo compositos, perelegans, ac omnibus praesertim in scholis versantibus vere necessarius ac perutilis, Francofurti, 1606